# Соболев, Сергей Леонидович
Соболев Сергей Леонидович (1883—1956) — советский учёный-растениевод, профессор сельскохозяйственного факультета Владивостокского университета.

## Биография
С 1929 года — заведующий Дальневосточным отделением Всесоюзного института растениеводства, с 1931 года — директор его Северокавказского отделения. Заведующий Кубанской опытной станцией Всесоюзного института растениеводства. В 1940 году работал профессором, до 1956 года — заведующий кафедрой растениеводства Ленинградского сельскохозяйственного института.
Соратник советского ботаника Николая Вавилова.
1 апреля 1934 года на станции Отрада Кубанская, где находится Северо-Кавказское отделение Всесоюзного института растениеводства, был арестован органами НКВД СССР как директор этого отделения и направлен в Ростов. Вавилов выступил с письмом в защиту Соболева. Уже 5 марта 1936 года Вавилов сообщал в одном из своих писем: «Вернулся С. Л. Соболев вчистую: обвинение снято, со всеми бумагами и свидетельствами о большой работе, которую он проводил в последнее время. Коротко говоря, вовлекаем его в нашу систему», после освобождения — заместитель директора Майкопского отделения.